# ثورهالور گونارسون
ثورهالور گونارسون (ایسلندی: Þórhallur Gunnarsson؛ زادهٔ ۱۱ نوامبر ۱۹۶۳) اهل ایسلند است. وی لیسانس بازیگری خود را از دانشگاه هنر ایسلند و فوق لیسانس خبرنگاری تلویزیونی خود را از دانشگاه گلداسمیت لندن دریافت داشت.
از فیلم‌ها یا مجموعه‌های تلویزیونی که وی در آن‌ها نقش داشته‌است، می‌توان به وزیر اشاره نمود.